# 潮连街道
潮连街道是江門市蓬江區下轄的一個街道辦事處，總面積12平方公里，人口1.2萬。

## 地理
潮连街道位於蓬江區東部，自然风光優美的潮连岛（青年路83号之1）之上。與中山古鎮隔江相望。

## 歷史

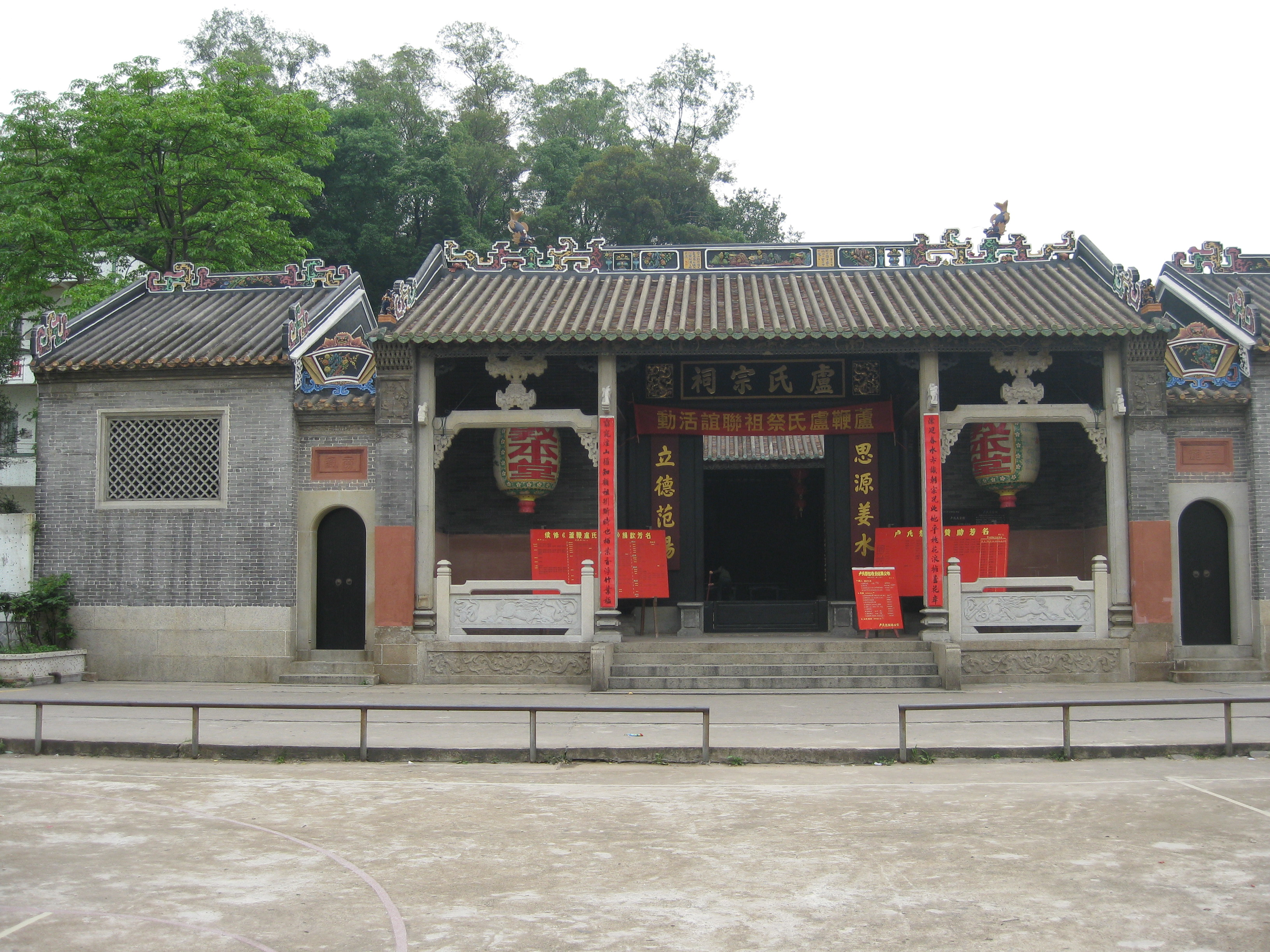
位於盧鞭鄉的盧氏宗祠

潮连轄地清朝屬新會縣華萼都、民國後屬新會縣第四區、1955年屬外海區、1958年10月屬外海公社、1961年屬荷塘公社，1977年9月24日，潮连划入江门市管辖，成立潮连公社，1983年改為区，1987年改為镇，2000年改為街道辦事處至今。
歷代文進士:
1. 馬晞驥（宋淳熙八年辛丑科進士）
2. 梁鼎芬（清光緒六年庚辰科進士）

## 範圍
管轄範圍：以潮连大桥和潮荷大桥為劃界。與北面的蓬江區荷塘鎮，西面是濱江新区的濱江大道相连接。

## 文化
當地以舞紗龍知名。
參考資料:
康熙版《新會縣誌>

## 行政区划
下辖六個社區：塘边社區、芝山社區、富岗社區、卢边社區、坦边社區、豸岗社區
1. ↑  . 中国·国家地名信息库.